# Championnat du Kirghizistan de football 2001
Navigation
Saison précédente Saison suivante
La saison 2001 du Championnat du Kirghizistan de football est la dixième édition de la première division au Kirghizistan. Les neuf clubs engagés sont regroupés au sein d'une poule unique où ils s'affrontent quatre fois, deux à domicile et deux à l'extérieur. Du fait du faible nombre de clubs participants, il n'y a pas de relégation en fin de saison.
C'est le SKA-PVO Bichkek, tenant du titre, qui remporte à nouveau la compétition cette saison après avoir terminé en tête du classement final, avec neuf points d'avance sur le Zhashtyk Ak Altyn Kara-Suu et treize sur le Dordoi Naryn. C'est le quatrième titre de champion du Kirghizistan de l'histoire du club, qui réussit encore le doublé en battant le Zhashtyk en finale de la Coupe du Kirghizistan.
Avant le début de la saison, le Dinamo-Manas-SKIF Bichkek choisit de ne pas participer au championnat. Il n'y a donc que neuf clubs engagés dans la compétition.

## Les clubs participants
- SKA-PVO Bichkek
- FC Alay Och
- Dordoi Naryn
- FC Semetei Kyzyl-Kiya
- Ekolog Bichkek - Promu de D2
- Zhashtyk Ak Altyn Kara-Suu
- Erkin-Farm Bichkek
- Bakay Kara-Balta
- Dinamo KPK Djalalabad

## Compétition
Le barème de points servant à établir le classement se décompose ainsi :
- Victoire : 3 points
- Match nul : 1 point
- Défaite : 0 point

### Classement
| Rang | Équipe                        | Pts | J  | G  | N | P  | Bp | Bc  | Diff |
| ---- | ----------------------------- | --- | -- | -- | - | -- | -- | --- | ---- |
| 1    | SKA-PVO Bichkek'T'C           | 66  | 28 | 20 | 6 | 2  | 73 | 15  | +58  |
| 2    | Zhashtyk Ak Altyn Kara-Suu    | 57  | 28 | 17 | 6 | 5  | 82 | 41  | +41  |
| 3    | Dordoi Naryn                  | 53  | 28 | 16 | 5 | 7  | 63 | 35  | +28  |
| 4    | Bakay Kara-Balta              | 44  | 28 | 12 | 8 | 8  | 39 | 32  | +7   |
| 5    | FC Alay Och                   | 35  | 28 | 10 | 5 | 13 | 48 | 59  | -11  |
| 6    | Erkin-Farm Bichkek            | 35  | 28 | 9  | 6 | 13 | 39 | 51  | -12  |
| 7    | Ekolog BichkekP               | 20  | 28 | 5  | 5 | 18 | 38 | 62  | -24  |
| 8    | Dinamo KPK Djalalabad         | 6   | 28 | 1  | 3 | 24 | 16 | 103 | -87  |
|      | FC Semetei Kyzyl-Kiya forfait |     |    |    |   |    |    |     |      |

|  | Champion du Kirghizistan 2001                                                 |
|  | Qualification pour la Ligue des champions de l'AFC 2002-2003                  |
|  | Abandon en cours de saison                                                    |
|  | Retrait du championnat en fin de saison                                       |
|  | T : Tenant du titre C : Vainqueur de la Coupe du Kirghizistan P : Promu de D2 |

- Le FC Semetei Kyzyl-Kiya déclare forfait après la première journée.

## Bilan de la saison
| Championnat du Kirghizistan de football 2001 |                            |
| Champion                                     | SKA-PVO Bichkek (4e titre) |
| Coupes et trophées                           |                            |
| Vainqueur de la Coupe du Kirghizistan 2001   | SKA-PVO Bichkek            |
| Qualifications continentales                 |                            |
| Ligue des champions de l'AFC 2002-2003       | Zhashtyk Ak Altyn Kara-Suu |
| Promotions et relégations                    |                            |
| Promus en Vysshaya Liga                      | FC RUOR-Guardia Bichkek    |
| Promus en Vysshaya Liga                      | Ak Bula Aravan             |
| Promus en Vysshaya Liga                      | Kara-Shoro Uzgen           |
| Relégués en Deuxième division                | Ekolog Bichkek (dissous)   |
| Relégués en Deuxième division                | Bakay Kara-Balta           |